# Championnat de Suisse de hockey sur glace 1934-1935
Saison précédente Saison suivante
La saison 1934-1935 est la 26e saison du championnat de Suisse de hockey sur glace.

## Championnat national

### Qualifications Est
| Clt   | Équipe          | PJ | V | D | N | BP | BC | Diff | Pts |
| ----- | --------------- | -- | - | - | - | -- | -- | ---- | --- |
| +001, | HC Davos (T)    | 4  | 4 | 0 | 0 | 30 | 2  | +28  | 8   |
| +002, | HC Saint-Moritz | 4  | 1 | 3 | 0 | ?  | ?  | ?    | 4   |
| +003, | HC Arosa        | 4  | 1 | 3 | 0 | ?  | ?  | ?    | 4   |

- En gras : qualifié pour la ronde finale

### Qualifications Centre
| Clt   | Équipe                  | PJ | V | D | N | BP | BC | Diff | Pts |
| ----- | ----------------------- | -- | - | - | - | -- | -- | ---- | --- |
| +001, | Zürcher SC              | 4  | 4 | 0 | 0 | 16 | 1  | +15  | 8   |
| +002, | Grasshopper Club Zurich | 4  | 1 | 3 | 0 | ?  | ?  | ?    | 2   |
| +003, | CP Berne                | 4  | 1 | 3 | 0 | ?  | ?  | ?    | 2   |

- En gras : qualifié pour la ronde finale

### Qualifications Ouest
| Clt   | Équipe           | PJ | V | D | N | BP | BC | Diff | Pts |
| ----- | ---------------- | -- | - | - | - | -- | -- | ---- | --- |
| +001, | GG Bern (de)     | 4  | 3 | 1 | 0 | ?  | ?  | ?    | 6   |
| +002, | HC Château-d'Œx  | 4  | 3 | 1 | 0 | ?  | ?  | ?    | 6   |
| +003, | Star Lausanne HC | 4  | 0 | 4 | 0 | ?  | ?  | ?    | 0   |

- En gras : qualifié pour la ronde finale

### Ronde finale
| Clt   | Équipe       | PJ | V | D | N | BP | BC | Diff | Pts |
| ----- | ------------ | -- | - | - | - | -- | -- | ---- | --- |
| +001, | HC Davos (T) | 2  | 2 | 0 | 0 | 29 | 2  | +27  | 4   |
| +002, | Zürcher SC   | 2  | 1 | 1 | 0 | 9  | 6  | +3   | 2   |
| +003, | GG Bern      | 2  | 0 | 2 | 0 | 1  | 31 | -30  | 0   |

- En gras : champion de Suisse

Davos remporte le 9e titre de son histoire, le 7e consécutivement.